# Georg Christoph Tobler
Georg Christoph Tobler (Ermatingen, 1 de enero de 1757; Wald, 8 de mayo de 1812) fue un pastor, traductor y escritor suizo.

## Biografía
Georg Christoph Tobler creció en Zúrich como hijo del pastor Johannes Tobler (1732-1808). Allí estudió desde muy joven a los poetas griegos y luego teología en el Collegium Carolinum de Zúrich.
En 1779 fue ordenado al sacerdocio. Tras la ordenación, viajó profusamente por Francia y Alemania y pasó el verano de 1781 como huésped de Karl Ludwig von Knebel en Weimar. Allí se relacionó con Johann Wolfgang Goethe, Johann Gottfried Herder y con las cortes de Weimar. En 1782 escribió el ensayo Naturaleza, cuya autoría se solía adjudicar a Goethe, pero luego el propio Goethe rectificó, atribuyendo correctamente el texto a Tobler. Este texto sobre la naturaleza, publicado inicialmente de manera anónima y erróneamente atribuido, tuvo (y continúa teniendo) amplia difusión y gran recepción: noventa años después de su publicación, impactaría profundamente a Sigmund Freud, constituyendo la motivación para que iniciara sus estudios de medicina.
En 1782 Tobler fue catequista en Fluntern, cerca de Zúrich, y en 1784, tras la partida de Johann Jakob Stolz (1753-1823), predicador en Offenbach del Meno. De 1793 a 1799 estuvo al frente de la parroquia de Veltheim, cerca de Winterthur. En 1800 fue elegido, por un breve periodo, miembro del Senado de la República Helvética en Berna y para asumir esta función tuvo que renunciar a su puesto parroquial en Veltheim. Tras la disolución del Senado, regresó al cantón de Zúrich y en 1801 se le asignó la parroquia de Wald. A partir de 1804 se desempeñó también como inspector de escuela.

## Obra
Tobler se hizo un nombre principalmente como traductor del griego: su traducción de Sófocles apareció en 1781, el Prometeo de Esquilo en 1782 (en la revista literaria Der Teutsche Merkur) y Los Argonautas en 1784, posteriormente, algunas piezas de la antología griega. En 1801 escribió el discurso: Johann Caspar Lavater, el maestro de la verdad y filántropo.